# I segreti di Sulphur Springs
I segreti di Sulphur Springs (Secrets of Sulphur Springs) è una serie televisiva statunitense di fantascienza creata da Tracey Thomson.
La serie è stata trasmessa a partire dal 15 gennaio 2021 negli Stati Uniti su Disney Channel, mentre in Italia la prima stagione è stata pubblicata il 20 ottobre 2021 su Disney+. La serie va in onda in chiaro a partire dal 28 ottobre 2024 su Rai Gulp.

## Trama
Dopo che suo padre ottiene un nuovo lavoro, il dodicenne Griffin Campbell si trasferisce nel Tremont Hotel, un albergo abbandonato nella cittadina di Sulphur Springs, in Louisiana. Griffin scopre presto che girano voci secondo cui l'hotel sia infestato da Savannah Dillon, scomparsa trent'anni prima. Con la sua nuova migliore amica Harper, Griffin scopre un portale che riporta i due indietro nel tempo di 30 anni, nel 1990, dove cercheranno di scoprire cosa è successo a Savannah.

## Episodi
| Stagione         | Episodi | Prima TV USA | Pubblicazione Italia |
| ---------------- | ------- | ------------ | -------------------- |
| Prima stagione   | 11      | 2021         | 2021                 |
| Seconda stagione | 8       | 2022         | 2022                 |
| Terza stagione   | 8       | 2023         | inedita              |

## Personaggi e interpreti
- Griffin Campbell, interpretato da Preston Oliver e doppiato da Alessandro Carloni. È il protagonista, un giovane ragazzo la cui famiglia si trasferisce da Chicago al Tremont Hotel, presumibilmente infestato da Savannah Dillon.
- Harper Marie Dunn, interpretata da Kyliegh Curran e doppiata da Lucrezia Roma. È la nuova migliore amica di Griffin, entusiasta di scoprire se le voci su Savannah sono vere e aiutare Griffin nella sua avventura.
- Savannah Dillon, interpretata da Elle Graham e doppiata da Alessandra Cannavale. È la ragazza misteriosamente scomparsa trent'anni prima dell'inizio della serie. Griffin cercherà di scoprire cosa le è successo.
- Zoey Campbell, interpretata da Madeleine McGraw e doppiata da Sara Ciocca. È la sorella minore di Griffin e gemella di Wyatt.
- Wyatt Campbell, interpretato da Landon Gordon e doppiato da Valeriano Corini. È il fratello minore di Griffin e gemello di Zoey.
- Sarah Campbell, interpretata da Kelly Frye e doppiata da Gaia Bolognesi. È la madre di Griffin, che sa quanto sia difficile il trasferimento per la famiglia.
- Bennett "Ben" Campbell Jr., interpretato da Josh Braaten (presente) e da Jake Melrose (passato) e doppiato da Edoardo Stoppacciaro (presente) e Adriano Venditti (passato). È il padre di Griffin che nasconde un segreto alla sua famiglia.
- Jessica "Jess" Dunn, interpretata da Diandra Lyle (presente) e da Izabela Rose (passato) e doppiata da Benedetta degli Innocenti (presente) e Sara Vidale (passato). È la madre di Harper.

## Produzione
Inizialmente fu sviluppato un episodio pilota col titolo Sulphur Springs per Disney Channel, ma fu successivamente presentato a Disney+. La serie entrò in pre-produzione, ma il processo di casting non andò a buon fine e la serie fu nuovamente spostata nel maggio 2019 su Disney Channel. Originariamente pensato come una serie formata da episodi di un'ora, il programma è stato successivamente ridotto a un formato di mezz'ora. Ad ottobre 2019, la serie è stata ufficialmente ordinata dalla rete per una stagione di undici episodi.
La riprese sono iniziate in Louisiana alla fine del 2019, sono state sospese il 23 febbraio 2020 a causa della Pandemia di COVID-19, per poi riprendere a ottobre 2020 e concludersi a novembre 2020. Il 23 aprile 2021 Disney Channel ha rinnovato la serie per una seconda stagione. Il 7 febbraio 2022 la serie è stata rinnovata per una terza stagione.

## Trasmissione
Negli Stati Uniti la serie è stata presentata in anteprima con tre episodi combinati in uno speciale di un'ora, in onda su Disney Channel il 15 gennaio 2021. Gli episodi hanno continuato ad essere trasmessi settimanalmente sulla rete, ogni venerdì fino al 12 marzo 2021.
I primi cinque episodi sono stati resi disponibili su Disney+ il 26 febbraio 2021. Gli episodi restanti sono stati pubblicati ogni venerdì fino al 9 aprile 2021.
In Italia la serie è stata pubblicata su Disney+ il 20 ottobre 2021.